# Дейция
Де́йция (лат. Déutzia) — род многолетних древесных растений семейства Гортензиевые (Hydrangeaceae). Получил название в честь нидерландского банкира и ботаника Йохана ван дер Дёца (Johan van der Deutz, 1743—1784), который финансировал экспедиции Карла Тунберга, описавшего растение.

## Ботаническое описание
Листопадные или вечнозелёные кустарники, раскидистые или прямостоячие, разной высоты от 0,5 до 4 м, доживающие до 25 лет.
Основной отличительной чертой дейций является обильное и длительное цветение в конце весны — начале лета. Их белые, розовые или лилово-пурпурные обоеполые цветки лишены запаха и собраны в небольшие соцветия.
Плод — коробочка.

## Значение и применение
Имеется множество декоративных садовых форм и сортов дейций с простыми или махровыми цветками. Чаще всего это невысокие кустарники 1,2—1,8 м.

## В культуре
В первой половине XIX века через голландских купцов были введены в культуру японские и гималайские виды дейций. Китайские дейции появились в европейских садах только к концу XIX века. Известный французский дендролог Морис Вильморен был связан со многими миссионерами, собиравшими для него семена в горных районах Китая. Благодаря его питомнику европейским ботаникам в 1880—1890-е годы стали известны многие виды дейции. Так, в широкую культуру вошла Deutzia vilmorinae. Основная масса видов дейций интродуцируется в XX веке

## Виды
По информации базы данных The Plant List, род включает 72 вида:
- Deutzia albida Batalin
- Deutzia aspera Rehder
- Deutzia baroniana Diels
- Deutzia bhutanensis Zaik.
- Deutzia bomiensis S.M.Hwang
- Deutzia breviloba S.M.Hwang
- Deutzia bungoensis Hatus.
- Deutzia calycosa Rehder
- Deutzia cinerascens Rehder
- Deutzia compacta Craib
- Deutzia coriacea Rehder
- Deutzia corymbosa R.Br. ex G.Don
- Deutzia crassidentata S.M.Hwang
- Deutzia crassifolia Rehder
- Deutzia crenata Siebold & Zucc. — Дейция городчатая
- Deutzia cymuligera S.M.Hwang
- Deutzia discolor Hemsl.
- Deutzia esquirolii (H.Lév.) Rehder
- Deutzia faberi Rehder
- Deutzia floribunda Nakai
- Deutzia glabrata Kom.
- Deutzia glauca W.C.Cheng
- Deutzia glaucophylla S.M.Hwang
- Deutzia glomeruliflora Franch.
- Deutzia gracilis Siebold & Zucc. — Дейция изящная, или Дейция стройная
- Deutzia grandiflora Bunge — Дейция крупноцветная
- Deutzia hatusimae H.Ohba, L.M.Niu & Minamit.
- Deutzia henryi Rehder
- Deutzia heterophylla S.M.Hwang
- Deutzia hookeriana (C.K.Schneid.) Airy Shaw
- Deutzia hypoglauca Rehder
- Deutzia longifolia Franch. — Дейция длиннолистная
- Deutzia macrantha Hook.f. & Thomson
- Deutzia maximowicziana Makino
- Deutzia mexicana Hemsl.
- Deutzia mollis Duthie
- Deutzia monbeigii W.W.Sm.
- Deutzia muliensis S.M.Hwang
- Deutzia multiradiata W.T.Wang
- Deutzia nanchuanensis W.T.Wang
- Deutzia naseana Nakai
- Deutzia ningpoensis Rehder
- Deutzia oaxacana Zaik.
- Deutzia obtusilobata S.M.Hwang
- Deutzia occidentalis Standl.
- Deutzia ogatai Koidz.
- Deutzia ovalis Fedde
- Deutzia paniculata Nakai
- Deutzia parviflora Bunge
- Deutzia pilosa Rehder
- Deutzia pringlei C.K.Schneid.
- Deutzia pulchra S.Vidal
- Deutzia purpurascens (Franch. ex L.Henry) Rehder — Дейция пурпурная
- Deutzia rehderiana C.K.Schneid.
- Deutzia rubens Rehder
- Deutzia scabra Thunb. — Дейция шершавая, или Дейция звёздчатая
- Deutzia schneideriana Rehder
- Deutzia setchuenensis Franch.
- Deutzia setifera Zaik.
- Deutzia silvestrii Pamp.
- Deutzia squamosa S.M.Hwang
- Deutzia staminea R.Br. ex Wall.
- Deutzia subulata Hand.-Mazz.
- Deutzia taibaiensis W.T.Wang ex S.M.Hwang
- Deutzia taiwanensis (Maxim.) C.K.Schneid.
- Deutzia uniflora Shirai
- Deutzia wardiana Zaik.
- Deutzia × wilsonii Duthie — Дейция Вильсона
- Deutzia yaeyamensis Ohwi
- Deutzia yunnanensis S.M.Hwang
- Deutzia zentaroana Nakai
- Deutzia zhongdianensis S.M.Hwang